# 1-й Самотёчный переулок
Пе́рвый Самотёчный переу́лок — улица в центре Москвы в Тверском районе между Делегатской улицей и 2-м Щемиловским переулком.

## Происхождение названия
Все четыре существующие Самотёчные переулки названы в конце XIX века по соседней Самотёчной улице.

## Описание
1-й Самотёчный переулок начинается от Делегатской улицы, проходит на северо-запад, справа к нему примыкают 4-й Самотёчный и Никоновский переулки, заканчивается на 2-м Щемиловском.

## Примечательные здания
По нечётной стороне:
- № 17 — Типография журнала «Огонёк» (1930—1932, архитектор Л. М. Лисицкий)[1]. Выявленный объект культурного наследия г. Москвы.
- № 17А — Жилой дом А/О «Журнально-газетное объединение» («ЖУРГАЗ»), 1935 г. Арх. М. О. Барщ, Г. А. Зунблат. Выявленный объект культурного наследия г. Москвы. В доме жил композитор и хоровой дирижёр П. Г. Чесноков[2]. В рамках гражданской инициативы «Последний адрес» на доме установлена мемориальная табличка в память о жильце этого дома переводчике С. Р. Фридмане, рсстрелянном в годы сталинских репрессий[3]. По сведениям правозащитного общества «Мемориал», в годы террора были расстреляны 2 жильца этого дома[4].  Число погибших в лагерях ГУЛАГа не установлено.

По чётной стороне:
- № 2 — благотворительная организация «Припять».